# 2012 CAN U-17女子選手権
2012 CAN U-17女子選手権は、2011年11月26日から2012年3月30日まで開催された、第3回目のCAN U-17女子選手権である。

## 概要
上位3チームはアゼルバイジャンで開催される2012 FIFA U-17女子ワールドカップの出場権を手にする。ナイジェリア、ガンビア、ガーナが出場権を獲得した。
すべての試合はホーム・アンド・アウェー方式で開催される。

## 予備予選
予備予選は2011年11月26日に1戦目がケニアのナイロビで行われる予定だった。
| チーム #1 | 合計    | チーム #2    | 第1戦 | 第2戦 |
| --------- | ------- | ------------ | ----- | ----- |
| ケニア    | 不戦勝1 | モザンビーク | N/A   | N/A   |

- 1 モザンビークが1戦目の前に出場を辞退したため、ケニアが1次予選に進出した。[1]

## 1次予選
1次予選は2012年の1月20-22日に1戦目が、2月3-5日に2戦目が行われた。
| チーム #1  | 合計    | チーム #2        | 第1戦 | 第2戦 |
| ---------- | ------- | ---------------- | ----- | ----- |
| ボツワナ   | 1–7     | ザンビア         | 1–5   | 0–2   |
| ケニア     | 0–5     | ナイジェリア     | 0–2   | 0–3   |
| ガンビア   | 4–3     | シエラレオネ     | 3–0   | 1–3   |
| ギニア     | 不戦勝2 | チュニジア       | N/A   | N/A   |
| ナミビア   | 1–6     | 南アフリカ共和国 | 1–1   | 0–5   |
| カメルーン | 0–5     | ガーナ           | 0–1   | 0–4   |

- 2 ギニアは1戦目の前に出場を辞退したため、チュニジアが2次予選に進出。

## 2次予選
2次予選は2012年3月8日と24日に開催された。ガンビア-チュニジア戦は1週間遅れて開催される。 それぞれの試合の勝者がU-17女子ワールドカップに出場する。
| チーム #1        | 合計 | チーム #2    | 第1戦 | 第2戦 |
| ---------------- | ---- | ------------ | ----- | ----- |
| ザンビア         | 1–7  | ナイジェリア | 1–2   | 0-5   |
| ガンビア         | 3–1  | チュニジア   | 1–0   | 2-1   |
| 南アフリカ共和国 | 1–5  | ガーナ       | 0–0   | 1–5   |